# Kumbang (Mutiara)
Kumbang is een bestuurslaag in het regentschap Pidie van de provincie Atjeh, Indonesië. Kumbang telt 606 inwoners (volkstelling 2010).